# Aksak
Aksak (Akszak, Axak, Kara, Obrona) – polski herb szlachecki pochodzenia tatarskiego.

## Opis herbu
Opis zgodnie z klasycznymi regułami blazonowania:
W polu czerwonym dwa trójkąty w słup złączone wierzchołkami, srebrne, między którymi takaż strzała w prawo. Klejnot: Trzy pióra strusie.

## Najwcześniejsze wzmianki
Herb pochodzi z XIV wieku.

## Herbowni
Aksak, Akszak, Assanowicz, Białocki, Downarowicz, Erbejder, Erbreiter, Grużewicz, Hurko, Janczura, Kardasewicz, Kardaszewicz, Kasperowicz, Okieńczyc, Okińczyc, Seliminowicz, Selimowicz, Szaguniewicz, Szahuniewicz, Talkowski.